# 蘇敬恒 (羽毛球運動員)

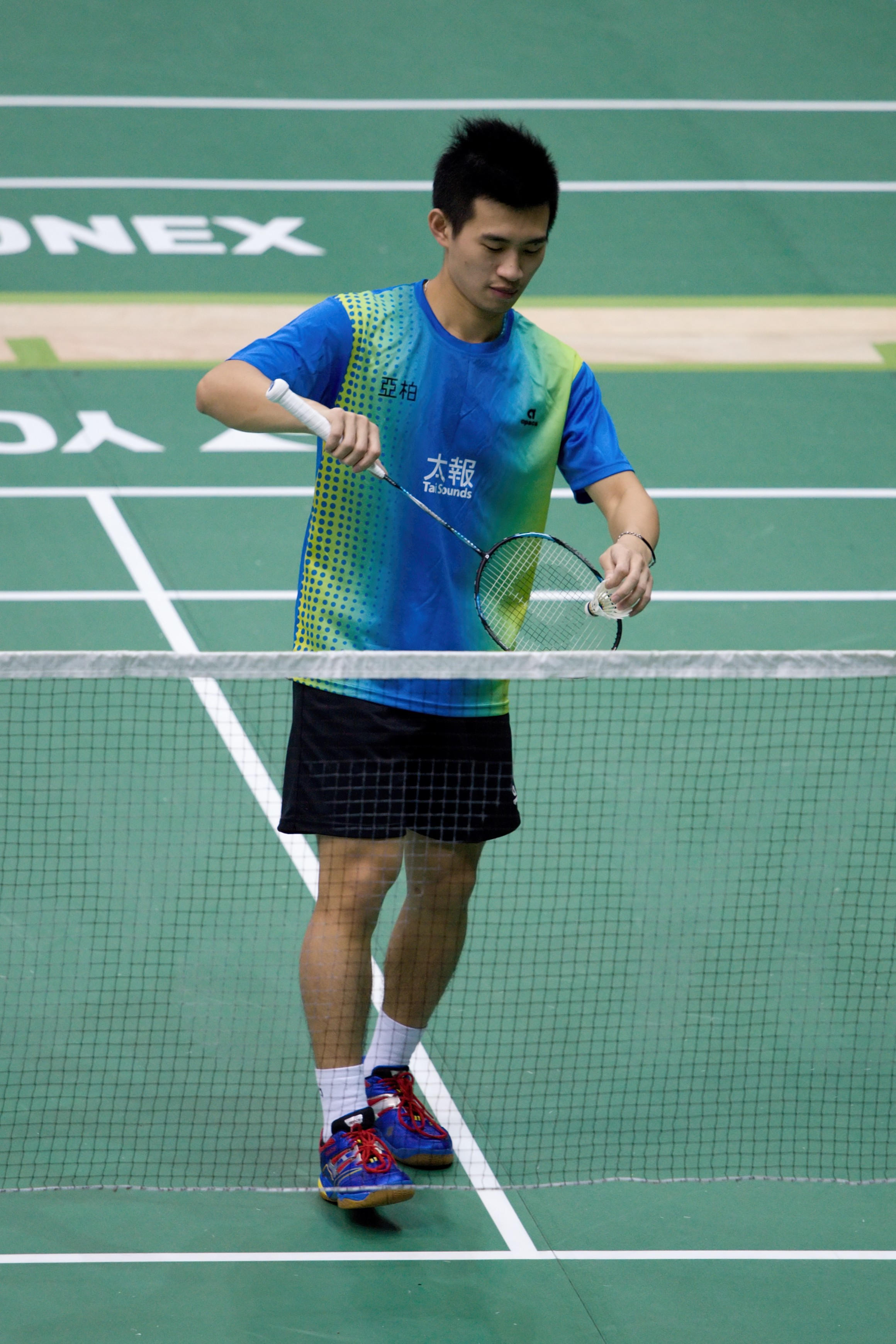
蘇敬恒於2018年中華臺北公開賽

蘇敬恒（1992年11月10日—），台灣男子羽毛球選手，專長雙打項目，與廖敏竣搭檔的男雙世界排名在2018年8月2日首度進入前十位。曾經待過合作金庫羽球隊、亞柏羽球隊，現屬中租企業羽球隊。

## 選手生涯

### 2016-2020年：搭檔廖敏竣
蘇敬恒家以前經營羽球館，從小耳濡目染之下開始接觸羽球。高中時就讀國立基隆高中，接受知名教練鄭永成指導，高三畢業前於全國羽球排名賽獲得乙組雙打第一名而晉級甲組，高中畢業後就讀國立體育大學。蘇敬恒曾經加入合作金庫羽球隊，後來轉至亞柏羽球隊，2016年開始與老將廖敏竣搭檔，兩人在威爾斯國際賽打進男雙決賽，最後以2比0（21-19、21-13）贏球，斬獲國際賽首冠，隔週再於愛爾蘭公開賽獲得亞軍。2017年1月，蘇敬恒在第一次全國排名賽奪下生涯第一座甲組排名賽冠軍。

#### 2017年荷蘭大獎賽奪冠
2017年3月底至4月，蘇敬恒與廖敏竣前往歐洲連續參加三站賽事。兩人先在第一站波蘭公開賽晉級四強，再於奧爾良國際挑戰賽及芬蘭公開賽決賽分別擊敗印尼、日本選手，連續兩站折桂。由於在台北市舉辦的2017年夏季世界大學運動會與2017年世錦賽撞期，部分選手因而放棄世錦賽參賽資格，使蘇／廖得以候補資格參賽，兩人最終不敵中國的劉成／張楠，止步16強。在9月的越南公開賽，蘇/廖首度晉級大獎賽級別決賽，但以1比2（21-12、16-21、21-23）敗於印尼的邦卡亞尼拉/桑托索。隔月，兩人再度晉級同為大獎賽級別的荷蘭公開賽決賽，並以直落二擊敗日本的井上拓斗／金子祐樹奪冠。年杪，兩人於韓國大師賽晉級四強。

#### 2018年印尼公開賽四強
2018年3月，蘇敬恒與廖敏竣在全英公開賽首輪及次輪連續擊敗世錦賽男雙冠軍得主劉成／張楠及穆罕默德·阿赫桑／亨德拉·塞蒂亞萬，最後於八強敗於日本的遠藤大由／渡邊勇大。7月，蘇／廖在超級1000賽級別的印度尼西亞公開賽一路擊敗2016年奧運銀牌得主鮑伊／摩根森、遠藤大由／渡邊勇大等組合闖入準決賽，最後不敵井上拓斗／金子祐樹，寫下兩人搭檔以來最佳成績。時至8月，蘇敬恒／廖敏竣的排名首度進入世界前十（2018年8月2日），而在同月舉辦的世錦賽則再度止步16強。10月，他們在中華台北公開賽晉級決賽，最後以0比2（20-22、9-21）敗於隊友陳宏麟／王齊麟。
蘇敬恒／廖敏竣在2018年賽季雖無特別突出的表現，但憑藉幾乎參加每站賽事和穩定的成績獲得年終總決賽參賽資格。兩人在小組預賽前兩場先後敗於隊友陳宏麟/王齊麟、印尼的穆罕默德·阿赫桑／亨德拉·塞蒂亞萬，最後雖然擊敗小組第一的日本組合遠藤大由／渡邊勇大，仍以小組第四遭到淘汰。

#### 2019年法國公開賽四強
蘇敬恒／廖敏竣組合從2019年開始，因為打法被對手摸透、並且因為搭配久了而漸趨保守，使兩人成績陷入瓶頸，上半年在國際賽難以晉級第二輪之後的賽事，為此他們在世錦賽前與教練討論改善的方式，讓兩人在8月舉行的世錦賽男雙比賽有所突破，成功晉級八強。同年10月，廖／蘇組合在法國公開賽接連戰勝美國、丹麥的對手，並在八強賽爆冷擊敗世界排名第四的嘉村健士／園田啟悟，最後在準決賽以直落兩局（18-21、21-23）輸給世界排名第一的吉德翁／蘇卡穆約，寫下2019年賽季最佳成績。

#### 2020年拆夥
雖然2020年東京奧運受到2019冠狀病毒病疫情影響延期，然而蘇／廖組合在奧運雙打資格排名第十七位，前面尚有另一組排名第七的台灣組合，因此根據奧運羽球比賽名額分配，二人排名必須在前八才能獲得第二個雙打名額，由於競爭難度太高，兩人所屬亞柏羽球隊希望兩人能拆夥各自帶領年輕球員。拆夥後，廖敏竣繼續留在亞柏，而蘇敬恆決定轉隊至中租企業羽球隊。

### 2021年-
蘇敬恒轉隊至中租後與葉宏蔚搭檔，兩人搭配未滿一個月即於2021年初舉辦的第一次全國羽球排名賽奪得男子雙打冠軍，並於隔年第一次全國羽球排名賽獲得第二冠。2022年2月，蘇敬恒／葉宏蔚於葡萄牙國際賽決賽擊敗隊友吳冠勳／魏俊緯，獲得搭檔後首座國際賽冠軍。

## 主要比賽成績
只列出曾進入準決賽的國際賽事成績：
| 年份   | 賽事                     | 公開賽級別 | 項目     | 搭檔   | 成績   |
| ------ | ------------------------ | ---------- | -------- | ------ | ------ |
| 2013年 | 孟加拉羽毛球國際挑戰賽   | 國際挑戰賽 | 男子雙打 | 洪英源 | 亞軍   |
| 2014年 | 越南羽毛球國際系列賽     | 國際系列賽 | 混合雙打 | 黃美菁 | 準決賽 |
| 2016年 | 懷卡托羽毛球國際賽       | 未來系列賽 | 男子雙打 | 楊博軒 | 亞軍   |
| 2016年 | 威爾斯羽毛球國際賽       | 國際系列賽 | 男子雙打 | 廖敏竣 | 冠軍   |
| 2016年 | 愛爾蘭羽毛球公開賽       | 國際挑戰賽 | 男子雙打 | 廖敏竣 | 亞軍   |
| 2017年 | 波蘭羽毛球公開賽         | 國際挑戰賽 | 男子雙打 | 廖敏竣 | 準決賽 |
| 2017年 | 奧爾良羽毛球國際挑戰賽   | 國際挑戰賽 | 男子雙打 | 廖敏竣 | 冠軍   |
| 2017年 | 芬蘭羽毛球公開賽         | 國際挑戰賽 | 男子雙打 | 廖敏竣 | 冠軍   |
| 2017年 | 越南羽毛球大獎賽         | 大獎賽     | 男子雙打 | 廖敏竣 | 亞軍   |
| 2017年 | 荷蘭羽毛球大獎賽         | 大獎賽     | 男子雙打 | 廖敏竣 | 冠軍   |
| 2017年 | 韓國羽毛球大師賽         | 大獎賽     | 男子雙打 | 廖敏竣 | 準決賽 |
| 2018年 | 印尼羽毛球公開賽         | 超級1000賽 | 男子雙打 | 廖敏竣 | 準決賽 |
| 2018年 | 中華台北羽毛球公開賽     | 超級300賽  | 男子雙打 | 廖敏竣 | 亞軍   |
| 2019年 | 荷蘭羽毛球公開賽         | 超級100賽  | 男子雙打 | 廖敏竣 | 準決賽 |
| 2019年 | 法國羽毛球公開賽         | 超級750賽  | 男子雙打 | 廖敏竣 | 準決賽 |
| 2022年 | 葡萄牙羽毛球國際賽       | 國際系列賽 | 男子雙打 | 葉宏蔚 | 冠軍   |
| 2022年 | 波蘭羽毛球公開賽         | 國際挑戰賽 | 男子雙打 | 葉宏蔚 | 亞軍   |
| 2022年 | 斯洛文尼亞羽毛球國際賽   | 國際系列賽 | 男子雙打 | 葉宏蔚 | 準決賽 |
| 2022年 | 奧地利羽毛球公開賽       | 國際系列賽 | 男子雙打 | 葉宏蔚 | 準決賽 |
| 2022年 | 意大利羽毛球國際賽       | 國際挑戰賽 | 男子雙打 | 葉宏蔚 | 亞軍   |
| 2022年 | 波恩羽毛球國際賽         | 未來系列賽 | 男子雙打 | 葉宏蔚 | 準決賽 |
| 2022年 | 南特羽毛球國際挑戰賽     | 國際挑戰賽 | 男子雙打 | 葉宏蔚 | 冠軍   |
| 2022年 | 台北羽毛球公開賽         | 超級300賽  | 男子雙打 | 葉宏蔚 | 準決賽 |
| 2023年 | 泰國羽毛球大師賽         | 超級300賽  | 男子雙打 | 葉宏蔚 | 亞軍   |
| 2023年 | 西班牙馬德里羽毛球大師賽 | 超級300賽  | 男子雙打 | 葉宏蔚 | 準決賽 |
| 2023年 | 古瓦哈蒂羽毛球大師賽     | 超級100賽  | 男子雙打 | 林秉緯 | 亞軍   |
| 2023年 | 奧迪沙羽毛球大師賽       | 超級100賽  | 男子雙打 | 林秉緯 | 冠軍   |
| 2024年 | 中國瑞昌羽毛球大師賽     | 超級100賽  | 男子雙打 | 林秉緯 | 準決賽 |
| 2025年 | 波蘭羽毛球公開賽         | 國際挑戰賽 | 男子雙打 | 吳冠勳 | 冠軍   |

| 2007-2017年 | 首要超級賽 | 超級賽 | 黃金大獎賽 | 大獎賽 | 國際挑戰賽 | 國際系列賽 | 未來系列賽 | 其他 |

| 2018-2026年 | 總決賽 | 超級1000賽 | 超級750賽 | 超級500賽 | 超級300賽 | 超級100賽 | 國際挑戰賽 | 國際系列賽 | 未來系列賽 | 其他 |

### 奧運會和世錦賽參賽紀錄
|          | 搭檔   | 2017 | 2018 | 2019 |
| -------- | ------ | ---- | ---- | ---- |
| 男子雙打 | 廖敏竣 | 16強 | 16強 | 8強  |

## 外部連結
- 蘇敬恒的Facebook專頁